# The Cutting Room Floor
The Cutting Room Floor (TCRF) es un sitio web dedicado a la catalogación de contenido no utilizado y de depuración en videojuegos. El sitio y sus descubrimientos han sido referenciados en la prensa de juegos.
El sitio comenzó como parte de un blog, pero fue reelaborado y relanzado como wiki en 2010. Edge considera que el sitio reelaborado es un catálogo importante de contenido de videojuegos no utilizado.

## Historia
The Cutting Room Floor fue iniciado por Rachel Mae en 2002 como parte de un blog. Se centró principalmente en los juegos de Nintendo Entertainment System y se actualizó ocasionalmente. A fines de la década de 2000, Alex Workman, más conocido como Xkeeper, reestructuró el sitio en una wiki, que se lanzó el 2 de febrero de 2010.
Desde entonces, el sitio se ha especializado (Kotaku los describió como "rutinariamente responsables" de él) en lo que los medios de juego (incluido Edge) han comparado con la arqueología de videojuegos: sus miembros analizan el código y el contenido de los videojuegos usando varias herramientas (como depuradores y editores hexadecimales) y si se encuentra algo interesante, comienza un "descubrimiento". Según Xkeeper, los miembros del sitio analizan cooperativamente sus hallazgos para descubrir cómo usar el contenido. El objetivo del sitio es catalogar "tantos elementos eliminados como sea posible de todo tipo de juegos".
En diciembre de 2013, Edge consideró que The Cutting Room Floor era el catálogo más grande y mejor organizado de contenido de videojuegos no utilizados. Alrededor de este tiempo, el sitio tenía 3712 artículos. En junio de 2016, Xkeeper dijo que el sitio web ha evitado en gran medida los problemas de derechos de autor.
Entre los descubrimientos más notables se encuentran los menús secretos en los juegos de Mortal Kombat, y el prototipo de The Legend of Zelda (que fue catalogado "extensamente" y un moderador de The Cutting Room Floor GoldS considera el artículo más importante del sitio). Se informa que la comunidad de The Cutting Room Floor ha pagado 700 dólares por un prototipo de Nintendo DS Tetris inédito. Un error de codificación en Super Mario Bros. que cambió el comportamiento de los huevos Spiny también hizo que la prensa de juegos. En mayo de 2018, Kotaku y Eurogamer informaron sobre un prototipo Pokémon Oro y Plata y sus activos que habían sido descubiertos y documentados en el sitio web.
Otros materiales catalogados incluyen mensajes ocultos, y diferencias regionales y de revisión (diferencias entre versiones y puertos).